# Nyssocarinus bondari
Nyssocarinus bondari är en skalbaggsart som först beskrevs av Julius Melzer 1927.  Nyssocarinus bondari ingår i släktet Nyssocarinus och familjen långhorningar. Inga underarter finns listade i Catalogue of Life.